# Die for You (Antique)
Die for You (Θα πεθαινα για σενα in greco) è il secondo album in studio del gruppo musicale greco-svedese Antique, pubblicato nel 2001. Contiene il brano (I Would) Die for You, che ha rappresentato la Grecia all'Eurovision Song Contest 2001.

## Tracce
1. (I Would) Die for You – 2:58 (Nikos Terzis, Antonis Pappas)
2. Follow Me – 4:27 (Alex Papaconstantinou, Andreas Unge, Andreas Kleerup)
3. Athīna (Αθηνά; Atene) – 3:52 (Christer Carlsson, Niklas Olausson, Niklas Lundqvist, Andreas Romdhane, Josef Larossi)
4. Ligo – ligo (Λίγο – λίγο, Dal piccolo al piccolo) – 3:41 (Papaconstantinou, Unge)
5. Ī agapī einai zalī (Η αγάπη είναι ζάλη, L'amore è vertigini) – 3:15 (Thanos Mikroutsikos, Andreas Mikroutsikos)
6. Tell Me – 3:27 (Carlsson, Olausson, Helena Paparizou)
7. Lonely Nights – 3:40 (Carlsson, Olausson, Lunqvist, Romdhane)
8. Filla me (Φίλλα με; Baciami) – 4:18 (Papaconstantinou, Unge)
9. Something About You – 3:32 (Carlsson, Olausson, David Kreuger, Paparizou)
10. Kalīmera (Καλημέρα; Buongiorno) – 3:43 (Papaconstantinou, Kleerup)
11. Why (Mellan) (con Slavi Trifonov) – 4:50 (Carlsson, Olausson, Lundqvist, Paparizou)
12. (I Would) Die for You (versione greca) – 2:59 (Terzis, Pappas)
13. Tabla Dreams – 1:09 (Carlsson, Olausson, Papaconstantinou)

Durata totale: 45:51

## Classifiche
| Classifica (2001) | Posizione massima |
| ----------------- | ----------------- |
| Svezia            | 16                |